# Einstandspreis
Der Einstandspreis (auch Bezugspreis; englisch cost price) ist im Rechnungswesen und Handel der Preis, zu dem Handelswaren (Commodities) im Einkauf erworben werden.

## Allgemeines
Der Einstandspreis spielt für die Bewertung der beschafften Güter oder Dienstleistungen eine entscheidende Rolle. Multipliziert man die Wareneinsatzmenge mit dem Einstandspreis, so erhält man den Wareneinsatz. Zuweilen sieht die Fachliteratur die Anschaffungskosten als Synonym für den Einstandspreis, doch handelt es sich bei den Anschaffungskosten bereits um einen mit dem Anschaffungspreis bewerteten Vermögensgegenstand. Die Anschaffungskosten sind zudem ein bestimmter Rechtsbegriff des Handelsrechts, für den § 255 Abs. 1 HGB eine Legaldefinition bereithält, und des Rechnungslegungsstandards IAS 2.11 und IAS 16.16. Jedoch ergibt sich der Einstandspreis, wenn man den Anschaffungspreis um die Anschaffungspreisminderungen reduziert und um die Anschaffungsnebenkosten erhöht.
Der Einstandspreis ist ein Begriff im Groß- und Einzelhandel, der die beschafften Güter/Dienstleistungen ohne Weiterverarbeitung weiterverkauft. In der Industrie spricht man bei der Beschaffung von Roh-, Hilfs- und Betriebsstoffen zuweilen ebenfalls von Einstandspreisen, doch hat sich hier die Bezeichnung Anschaffungspreis durchgesetzt.

## Berechnung
Ausgangspunkt ist der Listenpreis, bei dem die Vorsteuer unberücksichtigt bleibt:
```
   
Listenpreis
 (ohne Vorsteuer)
   - 
Preisnachlass

   = Einkaufspreis
   + direkt zurechenbare Nebenkosten (
Bezugskosten
)
   = Einstandspreis
```

Übernimmt der Verkäufer sämtliche Bezugskosten (Handelsklausel „Frei Haus“), so sind Einkaufs- und Einstandspreis für das beschaffende Handelsunternehmen identisch. Beim Einkaufspreis bleibt die Vorsteuer unberücksichtigt, weil sie von der im Verkaufspreis enthaltenen Mehrwertsteuer abziehbar ist. Durch diesen Vorsteuerabzug wird sichergestellt, dass die Umsatzsteuer wirtschaftlich nur vom Endverbraucher getragen wird. Zu den bei der Beschaffung erzielten Preisnachlässen gehören Rabatte, Skonti oder Boni, zu den Nebenkosten bis zur Lagerung zählen Frachten, Porti, Transportversicherungen, Warenumschließung, Umschlagskosten, Zölle oder Verbrauchsteuern.
Die Erfassung der Preisnachlässe und Nebenkosten hat zur Folge, dass der Wareneinsatz die im Laufe des Geschäftsjahres veräußerten Waren nicht mehr zu Einkaufspreisen, sondern zu Einstandspreisen angibt.

## Betriebswirtschaftliche Aspekte

### Einstandspreis zur Lagerbewertung
Werden die gekauften Güter nicht sofort verbraucht und gehen sie zunächst ins Lager, so entsteht ein Bewertungsproblem. Die Wareneingänge ins Lager erfolgen in aller Regel zu verschiedenen Zeitpunkten. Dort vermischen sich die Artikel mit den bereits vorhandenen gleichartigen Artikeln. Dabei bieten sich für die unterschiedlichen Einstandspreise verschiedene Verbrauchsfolgeverfahren an. Für die Entnahme ist in der Regel das FIFO-Prinzip geeignet, so wird sichergestellt, dass die Artikel im Lager kontinuierlich umgeschlagen werden und sich keine Wertverluste auf nicht erneuerten Lagerbeständen bilden. Für die Lagerbewertung ist das FIFO-Prinzip bei manueller Kalkulation jedoch nicht geeignet, vielmehr wird bei fremdbeschafften Artikeln in der Regel der Einstandspreis als gleitender Durchschnittspreis bestimmt. Bei automatischer Kalkulation des Einstandspreises (z. B. innerhalb eines ERP-Systems) ist die Auswahl verschiedener Bewertungsvereinfachungsverfahren möglich. Als Verbrauchsfolgeverfahren können FIFO oder LIFO (andere sind in Deutschland nach dem BilMoG nicht mehr zulässig) als Alternative zur Durchschnittsbewertung gewählt werden, wenn diese der tatsächlichen Verbrauchsfolge nicht widersprechen. Die nach HGB als Methode vorzuziehende Einzelbewertung kann z. B. bei serien- oder chargennummernpflichtigen Artikeln genutzt werden, wenn diese Zusatzinformationen in der Prozesskette bei der Handhabung der Artikel eingegeben werden.

### Betriebswirtschaftliche Kennzahlen
Der Einstandspreis ist Bestandteil mehrerer betriebswirtschaftlicher Kennzahlen. Der so genannte Kalkulationszuschlag ist im Handel die prozentuale Marge zwischen Einstandspreis und Listenverkaufspreis:
{\displaystyle {\text{Kalkulationszuschlag}}={\frac {{\text{Nettoverkaufspreis}}-{\text{Einstandspreis}}}{\text{Einstandspreis}}}\cdot 100\,\%}
Im Einzelhandel wird anstelle des Nettoverkaufspreises der Bruttoverkaufspreis in die Formel eingesetzt. Veränderungen des Einstandspreises können aus verändertem Einkaufspreis, aber auch aus einer Änderung der Bezugs- und Nebenkosten oder der erhaltenen Preisnachlässe resultieren. Erhöht eine Beschaffungsquelle ihren Verkaufspreis (=Einkaufspreis für das beschaffende Handelsunternehmen), so erhöht sich hierdurch – unter sonst gleichbleibenden Bedingungen – der Einstandspreis und umgekehrt. Das gilt auch für die Bezugs- und Nebenkosten und die erhaltenen Preisnachlässe.
Die Handelsspanne wiederum bezieht sich prozentual auf den Verkaufspreis und nicht auf den Einstandspreis:
{\displaystyle {\text{Handelsspanne}}={\frac {{\text{Nettoverkaufspreis}}-{\text{Einstandspreis}}}{\text{Nettoverkaufspreis}}}\cdot 100\,\%}
Änderungen des Einstandspreises wiederum wirken sich – bei konstant bleibender Handelsspanne – in der Preiskalkulation auf den Verkaufspreis aus, es kommt zu Überwälzungseffekten.
Zwischen zwei Unternehmen wird die Höhe des Einkaufspreises zwischen Vertrieb beim Verkäufer und Einkauf beim Käufer verhandelt. Der Einkaufspreis ist umso besser verhandelbar, je mehr Kenntnis über das Marktgeschehen und je mehr Verhandlungsmacht beim Käufer vorhanden sind. In der Preiskalkulation können die direkten technologischen Kosten für das Fertigungsmaterial zum Materialverrechnungspreis auf der Grundlage des Kaufpreises oder des Einstandspreises bewertet werden.

## Verbot des Verkaufs unter Einstandspreis
Nach ständiger Rechtsprechung des Bundesgerichtshofs (BGH) steht es dem Unternehmer im Rahmen der geltenden marktwirtschaftlich orientierten Wirtschaftsordnung grundsätzlich frei, seine Preisgestaltung in eigener Verantwortung vorzunehmen. Diesem Urteil zufolge ist ein zeitlich begrenztes Angebot einzelner Schallplatten unter Einstandspreis ohne Vorliegen besonderer Umstände nicht ohne weiteres wettbewerbswidrig. Dagegen beeinträchtigt der dauerhafte Verkauf von Produkten unter Einkaufspreis kleinere Konkurrenten unbillig und ist daher grundsätzlich zu verbieten. Ausgangspunkt des zitierten Rechtsstreits war der Eingriff des Bundeskartellamts in den Preiskampf des deutschen Lebensmitteleinzelhandels im September 2000 mit dem Verbot an Walmart, Aldi Nord und Lidl, Produkte unter Einkaufspreis zu verkaufen. Der BGH verbot diese Praxis, wenn sie von Unternehmen mit Marktmacht über längere Zeit, jedenfalls aber systematisch handelnd, ausgeübt wird.
Ein Verkauf unterhalb des Selbstkosten- oder Einstandspreises war nach der Rechtsprechung bereits seit 1979 dann als unlauter zu qualifizieren, wenn er eine allgemeine Marktbehinderung darstellte. Sie ist dann zu bejahen, wenn die Preisunterbietung sachlich nicht gerechtfertigt ist und dazu führen kann, dass Wettbewerber vom Markt verdrängt werden und der Wettbewerb auf dem betreffenden Markt völlig oder nahezu aufgehoben wird. Diese Rechtsprechung hat der Gesetzgeber in der 6. Novelle zum GWB vom Januar 1999 aufgegriffen. Danach ist der Verkauf von Waren und gewerblichen Leistungen unter dem Einstandspreis „Unternehmen mit gegenüber kleinen und mittleren Wettbewerbern überlegener Marktmacht“ untersagt, wenn er nicht nur gelegentlich erfolgt oder „sachlich gerechtfertigt“ ist (§ 20 Abs. 3 GWB). Genaugenommen ist nicht erst der Verkauf, sondern bereits ein Angebot unter Einstandspreis untersagt.
Das Bundeskartellamt hat dazu Auslegungsgrundsätze entwickelt. Am 25. Oktober 2007 hat es in einer Entscheidung gegen Netto Marken-Discount präzisiert, dass ein Angebot bereits dann nicht mehr „nur gelegentlich“ ist, wenn es in mehr als drei Kalenderwochen innerhalb eines halben Jahres unterbreitet wird. Dabei muss es sich nicht jedes Mal um denselben Artikel handeln.
Seit am 22. Dezember 2007 das Gesetz zur Bekämpfung von Preismissbrauch im Bereich der Energieversorgung und des Lebensmittelhandels in Kraft getreten ist (BGBl. I S. 2966), ist bei Lebensmitteln auch der nur gelegentliche Verkauf unter Einstandspreis untersagt. Dabei ist auch klargestellt worden, dass bei Lebensmitteln nur drohender Verderb oder drohende „Unverkäuflichkeit“ (etwa bei Saisonartikeln) sowie „vergleichbar schwerwiegende Fälle“ eine sachliche Rechtfertigung darstellen. Weiterhin ist deren Abgabe an gemeinnützige Einrichtungen (etwa Tafeln) explizit ausgenommen. Diese Änderungen sind bis Ende 2012 befristet.
Ob die Regelungen sinnvoll sind, ist umstritten. Nach Ansicht des Bundeskartellamts wird das Ziel, kleine und mittlere Einzelhandelsunternehmen vor dem „Verdrängungswettbewerb durch marktmächtige Großunternehmen“ zu schützen, dadurch nicht erreicht werden, weil die großen Lebensmittelhändler aufgrund ihrer erheblichen Nachfragemacht bereits zum Einstandspreis deutlich günstiger anbieten könnten als die kleineren und mittleren Betriebe.
Allerdings wollte die Bundesregierung beim Verbot des gelegentlichen Verkaufs von Lebensmitteln unter dem Einstandspreis auch „ein Signal für einen hohen Sicherheitsstandard bei Lebensmitteln setzen und Niedrigpreisstrategien entgegenwirken“. In der öffentlichen Diskussion hat die generelle Wertschätzung von Lebensmitteln eine größere Rolle gespielt als die wettbewerbsrechtlichen Gründe. Insbesondere die Bauernverbände legen nicht nur Wert auf ihrer Leistung angemessen hohe Erzeugerpreise, sondern auch auf entsprechende Ladenpreise und wehren sich gegen die „Verschleuderung“ von Lebensmitteln.
Der Einstandspreis wird vom Bundeskartellamt als Listenpreis des Lieferanten abzüglich aller „preiswirksamen Konditionen“ berechnet. Diese müssen nicht auf die konkrete Ware bezogen sein, werden aber, um Manipulationen auszuschließen, nur anteilig vom Gesamtumsatz mit dem Lieferanten berücksichtigt, selbst wenn es sich um eine ausdrückliche Förderung eines bestimmten Produkts, einer befristeten Verkaufsaktion oder einer einzelnen Vertriebsschiene handelt. Außerdem müssen sie „mit hinreichender Wahrscheinlichkeit zum Zeitpunkt der Preisfestsetzung zu erwarten“ sein. Weiter zählen zum Einstandspreis die der konkreten Warenlieferung unmittelbar zurechenbaren Nebenkosten der Beschaffung, nicht aber anteilige Gemeinkosten der Beschaffung. Die Mehrwertsteuer wird bei der Berechnung jeweils abgezogen.

### Werbekostenzuschüsse: Der Fall Rossmann
Die Praxis des Bundeskartellamts, Werbekostenzuschüsse nicht produktbezogen zu betrachten, sondern auf sämtliche Waren des Lieferanten umzulegen, führte 2007 zu einem Bußgeld gegen die Drogeriemarktkette Rossmann. Das Kartellamt stellte damals fest, Rossmann habe im Jahr 2005 bei 55 Produkten einen verbotenen regelmäßigen Verkauf unter Einstandspreis betrieben.
Nach Ansicht von Rossmann sind Werbekostenzuschüsse eine gezielte Unterstützung des Herstellers für beworbene Artikel und seien deshalb nicht auf andere Produkte des Herstellers umzulegen. So werbe Rossmann beim Hersteller Beiersdorf nie für dessen Produkt Hansaplast, nutze aber die Zuschüsse für dessen Marke Nivea, wodurch deren Einstandspreise niedriger seien als vom Bundeskartellamt berechnet. Das Bundeskartellamt ist hingegen der Auffassung, Werbekostenzuschüsse dürften nur anteilig vom Gesamtumsatz mit dem Hersteller berücksichtigt werden, „damit eine unangemessene Manipulation der Einkaufspreise ausgeschlossen werden kann“.
Die Monopolkommission, die „das Setzen von Untereinstandspreisen im Rahmen einer Mischkalkulation […] als regulären Parameter im Wettbewerbsgeschehen [ansieht], solange der Untereinstandspreis nicht als Instrument einer wettbewerbsbeschränkenden Verdrängungsstrategie genutzt wird, hält eine eindeutige und ökonomisch korrekte Zurechnung [der Werbekostenzuschüsse] für nicht möglich“. Es zeige sich dadurch auch, „dass eine konsistente Umsetzung des Untereinstandspreisverbotes nicht möglich ist“.
Der 2. Kartellsenat des Oberlandesgerichts Düsseldorf hat Rossmann und dessen Inhaber am 12. November 2009 vom Vorwurf der unbilligen Behinderung anderer Unternehmen freigesprochen. Rechtsbeschwerde zum Bundesgerichtshof war möglich und ist von der Generalstaatsanwaltschaft genutzt worden. Am 9. November 2010 hat der Bundesgerichtshof die Rechtsbeschwerde ohne Angabe von Gründen verworfen.